# FA Youth Cup
FA Youth Cup (eller Football Association Youth Challenge Cup) är en engelsk fotbollsturnering för U18-lag som organiseras årligen av Football Association. Endast spelare som är mellan 15 och 18 år den 31 augusti det aktuella året är tillgängliga för spel i turneringen. Turneringen spelades för första gången säsongen 1952/1953 efter att FA hade beslutat att man skulle starta en turnering för ungdomar som ännu inte var tillräckligt gamla för att spela på den högsta nivån. Manchester United kom att vinna turneringen de fem första åren och är fortfarande det lag som vunnit turneringen flest gånger med nio segrar, två fler än Arsenal som har vunnit sju gånger. Arsenal är även regerande mästare efter att ha besegrat Liverpool i finalen 2009. Ända sedan turneringen startade har blivande landslagsmän från flera generationer deltagit i turneringen, bland dem George Best, Paul Gascoigne, Jamie Carragher, David Beckham och Wayne Rooney.